# نووا پوشتا
نووا پوشتا (اوکراینی: Нова пошта) شرکت لجستیک اوکراینی است، که در سال ۲۰۰۱ تأسیس شد.